# Milan Kanás
Milan Kanás (1937–2007) byl slovenský fotbalový útočník.

## Hráčská kariéra
Do Nového Bydžova přišel ze Slovenska za studii. V československé lize hrál za Duklu Pardubice a Spartak Praha Sokolovo (dobový název Sparty), aniž by skóroval. Poté se vrátil do Nového Bydžova.

### Prvoligová bilance
| Ročník             | Zápasy | Góly | Minuty | Klub                      |
| ------------------ | ------ | ---- | ------ | ------------------------- |
| I. liga 1957/58    | 1      | 0    | 90     | VTJ Dukla Pardubice       |
| I. liga 1957/58    | 1      | 0    | 90     | TJ Spartak Praha Sokolovo |
| CELKEM I. ČS. LIGA | 2      | 0    | 180    |                           |